# Coco Bosman
Coco Bosman (* 12. März 2003) ist eine niederländische Tennisspielerin.

## Karriere
Bosman spielt vor allem auf der ITF Women’s World Tennis Tour, auf der sie bisher einen Titel im Doppel gewinnen konnte.

### College Tennis
Bosman spielt seit 2021 für das Damentennisteam der Chattanooga Mocs der University of Tennessee at Chattanooga.

## Turniersiege

### Doppel
| Nr. | Datum        | Turnier  | Kategorie | Belag     | Partnerin          | Finalgegnerinnen                | Ergebnis |
| --- | ------------ | -------- | --------- | --------- | ------------------ | ------------------------------- | -------- |
| 1.  | 1. März 2025 | Pretoria | ITF W15   | Hartplatz | Maddalena Giordano | Vivien Sandberg Emma Van Poppel | kampflos |

## Persönliches
Coco ist die Tochter von Christa und Amo Bosman und hat zwei Schwestern Pippa und Adriaan.